# ジョー・ザ・プラマー

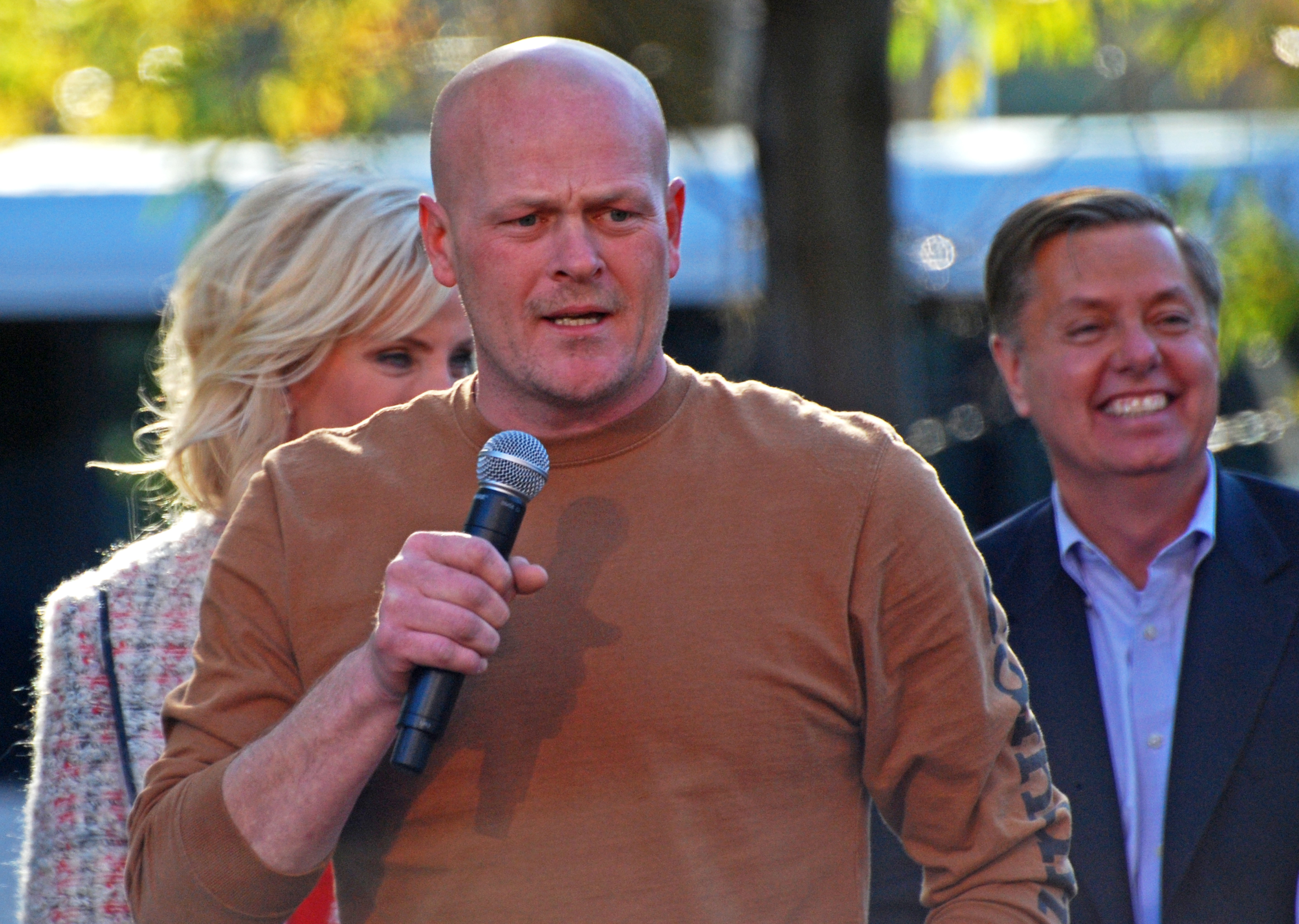
ジョー・ザ・プラマー

ジョー・ザ・プラマー(Joe the Plumber)の文字通りの意味は「配管工のジョー」であるが、ここではアメリカ合衆国オハイオ州ホランド在住の男性サミュエル・ジョセフ・ワーゼルバッカー（Samuel Joseph Wurzelbacher、1973年12月3日 - 2023年8月27日）を指す。

## 経歴
彼が全米で一躍脚光を浴びたのは、民主党大統領候補者バラク・オバマ上院議員（イリノイ州）にその遊説先でオバマの課税計画に質問を投げかけたことに始まる。
大統領候補による最終討論会を前に、2008年10月11日にオバマはオハイオ州を遊説した。ちょうど自宅の庭で息子とフットボールをしていたワーゼルバッカーは、かねてより共和党支持者であったが、オバマに課税プランについて質問をする機会を得た。質問の内容は、ワーゼルバッカーは年間収入25万ドルから28万ドルの会社を買い取ることを検討しているが、オバマの課税プランによれば現在以上の税負担になるかということ。さらに、その計画はアメリカンドリームに対して後ろ向きの考えであることを指摘した。また、ABCの取材に対し、オバマの年収25万ドル以上の国民税率を3%引き上げる（累進課税）公約を「非常に社会主義的な意見」であると批判した。一方、『ニューヨーク・タイムズ』は、ワーゼルバッカーの事業規模ならオバマの増税対象にはならないと反論した。また、マスコミはワーゼルバッカーが無免許の配管工であること、所得税の滞納をしていることなどを書き立てた。
共和党大統領候補ジョン・マケイン上院議員（アリゾナ州）はワーゼルバッカーの発言を挙げてオバマに発言の真意を質し、キャンペーンCMを作った。「Joe the Plumber」という言葉は討論会で23回以上発言されたという。
ワーゼルバッカーは男性・白人中間層の典型とされ、両陣営で扱われたことから全米で時の人になった。自宅の庭先でマスコミのインタビューにたびたび応じている。しかし、度重なるマスコミの取材に「まったくあきれ返る」と不平の声を口にした。10月29日、共和党のサラ・ペイリン副大統領候補の集会で演壇に登場し、マケイン支持を正式に表明する場になった。翌30日、マケイン候補の遊説に現れる予定だったが、手違いで会場には現れなかった。また、マスコミの取材に対応するため、マネジメント会社“The Press Office”に依頼し3人のマネージャーを派遣して貰った。
2009年、イスラエルのガザ侵攻に際しては、米保守系サイト「Pajamas Media（PJM）」の特派員としてイスラエル入りした。イスラエルの「普通の人」の見解を取材するという。AP通信によると、ハマースのロケット弾攻撃を受けた都市を取材し、イスラエルのガザ攻撃に支持を表明。イスラエル南部のアシュケロン市長と会見し、イスラエル支持のお礼にロケット弾の模型を貰ったという。
2011年10月7日に、2012年11月6日に行われる、オハイオ州第9選挙区での共和党下院の指名獲得の為、下院選への出馬を表明した。また2012年2月10日には2012年アメリカ合衆国大統領選挙の元共和党候補者ハーマン・ケインが下院選に出馬する彼への全面サポート支持を表明した。彼はケインが提唱していた「999TAX（ナイン・ナイン・ナイン・タックス）」政策を支持していた。
2023年8月27日、数ヶ月間の膵臓がんとの闘病の末、死去。49歳没。